# درجه‌بندی هتل‌ها
درجه‌بندی هتل‌ها اغلب برای طبقه‌بندی هتل‌ها با توجه به کیفیت آنها استفاده می‌شود. از اهداف اولیه این نوع رتبه‌بندی، اطلاع‌رسانی به مسافران در مورد امکانات اساسی است که می‌توان انتظار داشت. امروزه، اصطلاحات «درجه‌بندی»، «رتبه‌بندی» و «طبقه‌بندی» به‌طور کلی به یک مفهوم مشترک اشاره می‌کنند، یعنی درجه‌بندی هتل‌ها.
طیف گسترده‌ای از طرح‌های رتبه‌بندی توسط سازمان‌های مختلف در سراسر جهان وجود دارد. بسیاری از آنها یک سیستم شامل تعداد ستاره دارند. در این نوع رتبه‌بندی، تعداد بیشتری ستاره نشان دهنده لوکس تر بودن آن هتل است. راهنمای سفر فوربس، راهنمای سفر موبیل سابق، سیستم ستاره ای خود را در سال ۱۹۵۸ معرفی کرد. AAA و اعضای وابسته آنها به جای ستاره از الماس استفاده می‌کنند تا سطح امتیازات هتل و رستوران را بیان کنند.
سرویس‌های غذا، سرگرمی‌ها، منظره اتاق‌ها، تنوع اتاق مانند اندازه و امکانات اضافی، مراکز تناسب اندام، سهولت دسترسی و مکان قرارگیری هتل ممکن است در ایجاد یک استاندارد در نظر گرفته شود. در سیستم‌های سنتی، هتل‌ها به‌طور مستقل ارزیابی می‌شوند. بعضاً ممکن است هتلی تنها به علت فقدان یک مورد جزئی از قرار گرفتن در دسته بالاتر منع شود، در حالی که باقی شرایط را داراست. مثلاً فقدان یک مورد مانند آسانسور مانع از رسیدن به طبقه‌بندی بالاتر می‌شود.

## استانداردهای طبقه‌بندی هتل
سیستم‌های طبقه‌بندی شایع تر شامل رتبه‌بندی ستاره ای، است. هرچند رتبه‌بندی حروف نیز رایج است که در آن از "A" تا "F" تقسیم‌بندی انجام می‌شود، مانند هتل‌ها و متل‌ها است. سیستم‌هایی که با استفاده از شرایط مانند دولوکس / لوکس، کلاس اول / برتر، کلاس توریستی / استاندارد، و کلاس اقتصادی رتبه‌بندی را انجام می‌دهند، بیشتر به عنوان دسته‌بندی هتل مورد استفاده قرار می‌گیرد تا رتبه‌بندی هتل‌ها.
برخی از کشورها دارای یک استاندارد واحد عمومی هستند: قوانین تعیین امتیاز هتل در بلژیک، دانمارک، یونان، ایتالیا، مالت، هلند، پرتغال، اسپانیا و مجارستان برقرار است. در آلمان، اتریش و سوئیس این امتیاز توسط انجمن صنفی هتل‌ها با استفاده از یک سیستم پنج ستاره تعریف شده‌است: طبقه‌بندی‌های آلمان عبارتند از گردشگری (*)، استاندارد (**)، راحت (***)، کلاس اول (****) و لوکس (*****). رتبه‌بندی هتل در سوئیس اولین طبقه‌بندی رسمی هتل‌ها به صورت غیردولتی بود که از سال ۱۹۷۹ شروع شد. این طبقه‌بندی هتل را در اتریش و آلمان تحت تأثیر قرار داد. طبقه‌بندی رسمی انجمن هتل‌ها و رستوران‌های آلمان (DEHOGA) از تاریخ ۱ اوت ۱۹۹۶ آغاز شده. ثابت شده‌است که ۸۰ درصد از مهمانان با توجه به تعداد ستاره‌های یک هتل، به عنوان معیار اصلی در انتخاب هتل، هتل محل اقامت خود را انتخاب می‌کنند.
در فرانسه، رتبه‌بندی توسط هیئت مدیره گردشگری عمومی Atout France با استفاده از سیستم چهار ستاره (به علاوه "L" برای لوکس) تعریف شده‌است که از سال ۲۰۰۹ به سیستم پنج ستاره تبدیل شده‌است. در آفریقای جنوبی، شورای درجه‌بندی گردشگری آفریقای جنوبی قوانین سختگیرانه ای برای انواع هتل‌ها را تا ۵ ستاره ارائه می‌دهد. در هند، طبقه‌بندی هتل‌ها بر اساس دو طبقه‌بندی مانند «ستاره» و «میراث» است. هتل‌ها در هند توسط کمیته طبقه‌بندی هتل‌ها و رستوران‌ها (HRACC)، تحت نظر وزارت گردشگری هند، طبقه‌بندی شده‌اند. در نیوزیلند، هتل‌ها و سایر خدمات گردشگری توسط Qualmark، که متعلق به گردشگری نیوزیلند و یک سازمان دولتی است، درجه‌بندی می‌شود.

### طبقه‌بندی هتل‌ها بر اساس کشور

#### استرالیا
در سال ۲۰۱۵ رتبه‌بندی‌های ستاره ای استرالیا یکی از اولین سیستم‌های طبقه‌بندی مستقل اقامتی در جهان شد که نظر مصرف‌کننده را به عنوان یکی از معیارهای دسته‌بندی شامل می‌شود. رتبه‌بندی مسافران منحصر به فرد به‌طور موازی با رتبه‌بندی مستقل ارائه می‌شود و مجموع امتیازات مهمانان گذشته و بررسی از بیش از ۱۰۰ وب سایت در ۴۵ زبان مختلف است. هتل باید حداقل ۲۵ بررسی (در همه سایت‌ها) داشته باشد تا مجموع امتیاز مسافران را تولید کند. مقیاس بندی به محبوبیت سایت منبع و تاریخ آخرین بررسی مهمان مربوط می‌شود. مؤسسه ویلیام آنگلیس در ملبورن یک چارچوب مستقل ارزیابی را برای نشان دادن اینکه هتل انتظارات مهمان را برآورده کرده یا فراتر از آن بوده‌است را توسعه داده‌است.
| رتبه‌بندی ستاره ای                                             | مرور کلی معیارها بر اساس رتبه‌بندی ستاره‌ها استرالیا |
| ------------------------------------------------------------- | --- |
| {\displaystyle \bigstar \bigstar \bigstar \bigstar \bigstar } | خواصی که لوکس را در تمام زمینه‌های عملی نشان می‌دهد. مهمانان از طیف گسترده‌ای از امکانات و خدمات جامع یا بسیار شخصی خود لذت خواهند برد. هتل‌های در این سطح کیفیت عالی طراحی و توجه به جزئیات را نمایش می‌دهند.                            |
| {\displaystyle \bigstar \bigstar \bigstar \bigstar }          | هتل‌هایی که به تجربه مهمان دولوکس می‌رسند. طیف گسترده‌ای از امکانات و کیفیت طراحی برتر به‌طور معمول با استانداردهای خدماتی که منعکس کننده نیازهای متنوع و متمایز مهمان می‌باشد، تکمیل می‌شود.                                              |
| {\displaystyle \bigstar \bigstar \bigstar }                   | هتل‌هایی که طیف وسیعی از امکانات مورد نیاز را ارائه می‌دهند که بیش از محل اقامت مورد نیاز است. خدمات با کیفیت خوب، طراحی و ویژگی‌های فیزیکی معمولاً توقعات مسافران را برآورده می‌کند.                                                     |
| {\displaystyle \bigstar \bigstar }                            | هتل‌هایی که بر نیازهای مسافرانی که به هزینه توجه دارند تمرکز دارد. خدمات و امکانات گشت و گذار به‌طور معمول محدود به حفظ هزینه‌های اتاق مقرون به صرفه و رقابتی است، اما ممکن است در صورت درخواست یا با پرداخت هزینه اضافی در دسترس باشد. |
| {\displaystyle \bigstar }                                     | هتل‌هایی که امکانات را بدون توجه به پاکیزگی یا امنیت مهمان ارائه می‌دهند. مهمانان ممکن است با پرداخت هزینه اضافی به برخی خدمات دسترسی پیدا کنند.                                                                                       |
| halfstar                                                      | رتبه‌های نیم ستاره بهبود کافی و کیفیت امکانات مهمان را نشان می‌دهد. |